# Same Same But Different
Same Same But Different è un film del 2009 diretto da Detlev Buck.

## Trama
Benjamin, un ragazzo tedesco, decide di partire alla scoperta dell’Asia con il suo migliore amico. A Phnom Penh incontra Sreykeo, una ragazza cambogiana di cui subito si innamora. Dopo la loro prima notte insieme, Benjamin scopre che per mantenere la propria famiglia Sreykeo fa l’intrattenitrice in un bar e che è sieropositiva. Ma questa scoperta non influisce sulla sua voglia di stare con lei e di scoprire un paese sconosciuto. Grazie a Sreykeo la sua visione del mondo a poco a poco si modifica. Ritornato in Germania, si rende conto che quella relazione per lui rappresenta qualcosa in più di un amore passeggero e sorprendendo tutti decide di battersi contro ogni difficoltà perché continui a vivere.